# Gilbert Prouteau
Gilbert Prouteau (Nesmy, Vandea, 14 de junio de 1917 - Cholet, Maine y Loira, 2 de agosto de 2012)

## Biografía
En 1939, fue segundo en el Campeonato de Atletismo de Francia.
También fue conocido como el creador de la acedia (Academia Europea para la defensa e ilustración del arte de vivir), que anima a la selección y calidad de vida.
Vivió en Treize-Vents, Vendée, y casi siempre menciona en sus libros, su lugar de nacimiento, Nesmy, también a Vendée.
Al principio de los años 1990, era con Jean-Pierre Thiollet un de los periodistas conocidos del periódico ilustrado francés, L'Amateur d'Art.
El 25 de julio de 2012, pocos días antes de su muerte, un documental dirigido por Alexa Schulz le rindió homenaje, un seguimiento en relación entre las artes y deportes.

## Grandes obras[8]
- Rythme du Stade, 1942 (poemas, Grand Prix de la literatura deportiva)
- Le Sexe des Anges, roman, 1952
- Tout est dans la fin, 1971
- Le Dernier Défi de Georges Clemenceau, 1979, biografía
- La Nuit de l'île d'Aix ou le Crépuscule d'un dieu, 1985
- Gilles de Rais ou la Gueule du loup, Editions du Rocher, 1992
- Je te dis qu’il faut vivre, 1998, autobiografía
- Monsieur l'instituteur, 2000
- Les Soleils de minuit, 2003
- Rabelais en Vendée, 2004
- Les Orgues d’Hélène, poemas, 2007
- Le Roman de la Vendée, documental crónica, 2010

## Cine
- 1953 : La Vie passionnée de Georges Clemenceau
- 1953 : Victor Hugo, homme de l'Ouest
- 1969 : Dieu a choisi Paris, con Jean-Paul Belmondo